# Trận Messana
Trận Messana khoảng 265 TCN - 264 TCN là trận đánh đầu tiên trong cuộc xung đột quân sự giữa nước Cộng hòa La Mã và Carthage. Nó đánh dấu sự bắt đầu của Chiến tranh Punic lần thứ nhất, và một loạt các cuộc chiến tranh kéo dài trong hơn một thế kỷ. Trong khoảng thời gian đó, và sau những thành công gần đây ở miền nam Ý, Sicilia đã trở thành một mối quan tâm đối với thành La Mã. Ba cường quốc thống trị hòn đảo này, trong số đó có Carthage đã chiếm giữ vùng bờ biển phía tây. Ở phía đông nam là thành phố Syracuse, cai trị bởi Heiro II. Người Mamertines, lính đánh thuê những người ban đầu được đưa đến Sicilia bởi Agathocles của Syracuse, cai trị ở thành phố Messana phía đông bắc. Sau cái chết của người chủ trong năm 289 TCN, họ đã chiếm giữ thành phố, giữ quyền kiểm soát nó trong 25 năm tiếp theo.

## Bối cảnh
Các cuộc xung đột dẫn đến chiến tranh đã được gây ra bởi Heiro II, vị vua quyết định tái chiếm Messana. Trong khoảng thời gian giữa năm 270 và 265 TCN, ông đã có một chiến thắng lớn trước người Mamertines, và tiến gần đến việc chiếm đóng thành phố. Phản ứng của họ là đầu tiên mời đến một đơn vị đồn trú Carthage, những người thành công trong việc chống đỡ của vua Heiro. Người Mamertines đã đánh bại mối đe dọa cho quyền lực của họ, nhưng nhận ra rằng họ đã mời đến một mối đe dọa khác là sự thống trị của Carthage. Một phe chủ đạo trong số những người Marmertines kêu gọi thành La Mã, yêu cầu cho một liên minh. Nhà sử học Hy Lạp Polybius ghi lại trong tập một của bộ sửu của ông (The Histories): "Ngay cả sau khi xem xét lâu, viện nguyên lão(La Mã) đã không chấp nhận đề nghị gửi quân tới giúp đỡ Messana;

Tuyến đường được thực hiện bởi quân đội Punic

Cả La Mã và Carthage đã gửi một đội quân lớn tới Sicilia. Quân đội Punic đến đầu tiên, họ đổ bộ tại Lilybaeum, ở phía tây của Sicilia. Từ đó nó đã hành quân dọc theo bờ biển phía nam, tạo thành một liên minh với Agrigentum và Hiero II của Syracuse. Sau đó họ tiến về phía bắc và bao vây Messana. Là người đứng đầu đội quân của chấp chính quan gồm hai quân đoàn, Appius Claudius đến đối diện với Messana. Mặc dù La Mã vẫn chưa có một hạm đội của riêng mình, một số đồng minh của họ đã chuẩn bị. Sử dụng tàu của họ, Claudius đã có thể đưa quân đội của mình qua eo biển Messana và vào trong thành phố. Người Carthage đã không phản đối việc di chuyển này, do đó cho thấy rằng vẫn còn hy vọng để Carthage tránh chiến tranh nổ ra với La Mã. Một thời gian ngắn của cuộc đàm phán tiếp theo, với việc Claudius tham gia để tập trung vào việc thuyết phục Heiro rút lui, nhưng không có nhiều sự nhiệt tình và sự tin tưởng giữa hai bên.
Quân đội Punic đóng trại bên ngoài Messana, cho phép Claudius có thể đánh bại họ lần lượt. Sau khi các cuộc đàm phán đã kết thúc, Claudius quyết định tấn công Heiro đầu tiên. Các kỵ binh La Mã đã bị đánh bại, nhưng bộ binh nặng của họ chiếm ưu thế. Các cuộc tấn công tự nó không phải là một thành công lớn. và các quân đoàn đã không thể đột nhập vào doanh trại của người Syracusan. Tuy nhiên cuộc tấn công của họ làm nản lòng Hiero, và ông đã rút về Syracuse. Claudius sau đó quay trở lại tấn công các doanh trại Punic, mà một lần nữa dẫn đến một cuộc chiến bất phân thắng bại. Nó trở nên rõ ràng cho Hanno rằng nếu không có Heiro ông đã không còn đủ mạnh để vây Messana, và do đó ông đã rút khỏi thành phố và kết thúc cuộc vây hãm.

## Kết quả
Claudius đã không thể có được một chiến thắng, tuy nhiên ông đã kéo quân về phía nam, chiếm pháo đài của người Carthage tại Echetla, phía tây của Syracuse, và một thời gian ngắn đe dọa chính Syracuse. Điều này là do quân đội nhỏ mà ông nắm giữ, không đủ lớn để đe dọa thành phố, và sự vắng mặt của một hạm đội để áp đặt một cuộc bao vây. Với sự kết thúc của nhiệm kỳ chấp chính quan, Appius Claudius rút khỏi xứ Sicilia, để lại một đội quân đồn trú mạnh mẽ tại Messana. Đoàn viễn chinh của ông tới xứ Sicilia đã thành công một phần. Đồng minh mới của La Mã ở Messana đã được bảo vệ khỏi sự thống trị của Punic, nhưng ông đã thất bại trong việc áp đặt hòa bình. Kết quả của trận chiến là một cuộc chiến tranh kéo dài trong hơn 20 năm sau đó.